# Partecipanti al Giro dei Paesi Baschi 2024
Elenco dei partecipanti al Giro dei Paesi Baschi 2024.
Il Giro dei Paesi Baschi 2024 è stata la sessantatreesima edizione della corsa. Alla competizione presero parte 24 squadre: le diciotto iscritte all'UCI World Tour 2024 e sei dell'UCI ProTeam.
Ciascuna delle squadre è composta da sette ciclisti, per un totale di 168 ciclisti accreditati alla partenza.

## Corridori per squadra
Nota: R ritirato, NP non partito, FT fuori tempo, SQ squalificato
| Team Visma-Lease a Bike         | Team Visma-Lease a Bike         | Team Visma-Lease a Bike         | Soudal Quick-Step     | Soudal Quick-Step          | Soudal Quick-Step     | Movistar Team          | Movistar Team          | Movistar Team          |
| ------------------------------- | ------------------------------- | ------------------------------- | --------------------- | -------------------------- | --------------------- | ---------------------- | ---------------------- | ---------------------- |
| N°                              | Ciclista                        | Clas.                           | N°                    | Ciclista                   | Clas.                 | N°                     | Ciclista               | Clas.                  |
| 1                               | Jonas Vingegaard                | R 4ª                            | 11                    | Remco Evenepoel            | R 4ª                  | 21                     | Alex Aranburu          | 15°                    |
| 2                               | Steven Kruijswijk               | 58°                             | 12                    | Gil Gelders                | R 5ª                  | 22                     | Jon Barrenetxea        | 67°                    |
| 3                               | Sepp Kuss                       | 41°                             | 13                    | James Knox                 | R 6ª                  | 23                     | Davide Formolo         | 45°                    |
| 4                               | Loe van Belle                   | NP 6ª                           | 14                    | Mikel Landa                | R 5ª                  | 24                     | Pelayo Sánchez         | R 5ª                   |
| 5                               | Johannes Staune-Mittet          | 53°                             | 15                    | William Junior Lecerf      | 25°                   | 25                     | Gregor Mühlberger      | 54°                    |
| 6                               | Ben Tulett                      | NP 3ª                           | 16                    | Pieter Serry               | R 6ª                  | 26                     | Nelson Oliveira        | 34°                    |
| 7                               | Milan Vader                     | 72°                             | 17                    | Louis Vervaeke             | R 6ª                  | 27                     | Gonzalo Serrano        | R 5ª                   |
| Bora-Hansgrohe                  | Bora-Hansgrohe                  | Bora-Hansgrohe                  | EF Education-EasyPost | EF Education-EasyPost      | EF Education-EasyPost | Arkéa-B&B Hotels       | Arkéa-B&B Hotels       | Arkéa-B&B Hotels       |
| N°                              | Ciclista                        | Clas.                           | N°                    | Ciclista                   | Clas.                 | N°                     | Ciclista               | Clas.                  |
| 31                              | Primož Roglič                   | R 4ª                            | 41                    | Rigoberto Urán             | 21°                   | 51                     | Clément Champoussin    | 57°                    |
| 32                              | Roger Adrià                     | R 6ª                            | 42                    | Jefferson Alexander Cepeda | 44°                   | 52                     | Élie Gesbert           | R 4ª                   |
| 33                              | Emanuel Buchmann                | 32°                             | 43                    | Esteban Chaves             | 16°                   | 53                     | Alessandro Verre       | 79°                    |
| 34                              | Jai Hindley                     | 12°                             | 44                    | Sean Quinn                 | R 4ª                  | 54                     | Anthony Delaplace      | 69°                    |
| 35                              | Bob Jungels                     | 91°                             | 45                    | Archie Ryan                | 39°                   | 55                     | Laurens Huys           | 106°                   |
| 36                              | Maximilian Schachmann           | 13°                             | 46                    | James Shaw                 | 50°                   | 56                     | Łukasz Owsian          | R 4ª                   |
| 37                              | Matteo Sobrero                  | R 6ª                            | 47                    | Markel Beloki              | 89°                   | 57                     | Kévin Vauquelin        | 8°                     |
| Team Jayco AlUla                | Team Jayco AlUla                | Team Jayco AlUla                | Lidl-Trek             | Lidl-Trek                  | Lidl-Trek             | Groupama-FDJ           | Groupama-FDJ           | Groupama-FDJ           |
| N°                              | Ciclista                        | Clas.                           | N°                    | Ciclista                   | Clas.                 | N°                     | Ciclista               | Clas.                  |
| 61                              | Lucas Hamilton                  | 33°                             | 71                    | Mattias Skjelmose          | 3°                    | 81                     | David Gaudu            | NP 3ª                  |
| 62                              | Davide De Pretto                | NP 6ª                           | 72                    | Andrea Bagioli             | R 6ª                  | 82                     | Lorenzo Germani        | 101°                   |
| 63                              | Eddie Dunbar                    | 35°                             | 73                    | Julien Bernard             | R 6ª                  | 83                     | Romain Grégoire        | 38°                    |
| 64                              | Felix Engelhardt                | R 6ª                            | 74                    | Fabio Felline              | R 6ª                  | 84                     | Quentin Pacher         | 23°                    |
| 65                              | Rudy Porter                     | 51°                             | 75                    | Tao Geoghegan Hart         | 43°                   | 85                     | Rémy Rochas            | 70°                    |
| 66                              | Christopher Juul Jensen         | 78°                             | 76                    | Bauke Mollema              | 27°                   | 86                     | Clément Russo          | R 6ª                   |
| 67                              | Mauro Schmid                    | R 6ª                            | 77                    | Natnael Tesfatsion         | R 4ª                  | 87                     | Reuben Thompson        | 88°                    |
| Cofidis                         | Cofidis                         | Cofidis                         | UAE Team Emirates     | UAE Team Emirates          | UAE Team Emirates     | Bahrain Victorious     | Bahrain Victorious     | Bahrain Victorious     |
| N°                              | Ciclista                        | Clas.                           | N°                    | Ciclista                   | Clas.                 | N°                     | Ciclista               | Clas.                  |
| 91                              | Ion Izagirre                    | 9°                              | 101                   | Juan Ayuso                 | 1°                    | 111                    | Pello Bilbao           | 6°                     |
| 92                              | Thomas Champion                 | 93°                             | 102                   | Igor Arrieta               | 61°                   | 112                    | Yukiya Arashiro        | R 6ª                   |
| 93                              | Simon Geschke                   | 22°                             | 103                   | Sjoerd Bax                 | 81°                   | 113                    | Nikias Arndt           | R 6ª                   |
| 94                              | Gorka Izagirre                  | R 6ª                            | 104                   | Isaac Del Toro             | 7°                    | 114                    | Santiago Buitrago      | 11°                    |
| 95                              | Jonathan Lastra                 | R 4ª                            | 105                   | Brandon McNulty            | 5°                    | 115                    | Johan Price-Pejtersen  | R 5ª                   |
| 96                              | Stefano Oldani                  | NP 4ª                           | 106                   | Marc Soler                 | 4°                    | 116                    | Jasha Sütterlin        | 94°                    |
| 97                              | Harrison Wood                   | 87°                             | 107                   | Jay Vine                   | R 4ª                  | 117                    | Edoardo Zambanini      | 30°                    |
| Intermarché-Wanty               | Intermarché-Wanty               | Intermarché-Wanty               | Astana Qazaqstan Team | Astana Qazaqstan Team      | Astana Qazaqstan Team | TotalEnergies          | TotalEnergies          | TotalEnergies          |
| N°                              | Ciclista                        | Clas.                           | N°                    | Ciclista                   | Clas.                 | N°                     | Ciclista               | Clas.                  |
| 121                             | Louis Meintjes                  | 40°                             | 131                   | Samuele Battistella        | R 6ª                  | 141                    | Mathieu Burgaudeau     | 100°                   |
| 122                             | Vito Braet                      | NP 6ª                           | 132                   | Gleb Brusenskij            | R 2ª                  | 142                    | Steff Cras             | R 4ª                   |
| 123                             | Alexy Faure Prost               | 77°                             | 133                   | Igor' Čžan                 | R 6ª                  | 143                    | Fabien Doubey          | 80°                    |
| 124                             | Tom Paquot                      | R 6ª                            | 134                   | Gianmarco Garofoli         | 47°                   | 144                    | Jordan Jegat           | 17°                    |
| 125                             | Kevin Colleoni                  | 64°                             | 135                   | Harold Martín López        | 74°                   | 145                    | Alan Jousseaume        | 90°                    |
| 126                             | Lorenzo Rota                    | R 6ª                            | 136                   | Ide Schelling              | NP 4ª                 | 146                    | Fabien Grellier        | 103°                   |
| 127                             | Rein Taaramäe                   | 73°                             | 137                   | Anton Kuzmin               | R 6ª                  | 147                    | Alexis Vuillermoz      | 75°                    |
| Team DSM-Firmenich PostNL       | Team DSM-Firmenich PostNL       | Team DSM-Firmenich PostNL       | Ineos Grenadiers      | Ineos Grenadiers           | Ineos Grenadiers      | Euskaltel-Euskadi      | Euskaltel-Euskadi      | Euskaltel-Euskadi      |
| N°                              | Ciclista                        | Clas.                           | N°                    | Ciclista                   | Clas.                 | N°                     | Ciclista               | Clas.                  |
| 151                             | Warren Barguil                  | 48°                             | 161                   | Carlos Rodríguez           | 2°                    | 171                    | Gotzon Martín          | 84°                    |
| 152                             | Romain Combaud                  | 95°                             | 162                   | Jonathan Castroviejo       | 55°                   | 172                    | Iker Mintegi           | 83°                    |
| 153                             | Gijs Leemreize                  | 31°                             | 163                   | Omar Fraile                | R 4ª                  | 173                    | Víctor de la Parte     | 24°                    |
| 154                             | Enzo Leijnse                    | 109°                            | 164                   | Ethan Hayter               | 18°                   | 174                    | Xabier Berasategi      | 76°                    |
| 155                             | Oscar Onley                     | 19°                             | 165                   | Michał Kwiatkowski         | R 6ª                  | 175                    | Txomin Juaristi        | 62°                    |
| 156                             | Martijn Tusveld                 | 68°                             | 166                   | Thomas Pidcock             | NP 1ª                 | 176                    | James Fouché           | 107°                   |
| 157                             | Emīls Liepiņš                   | NP 5ª                           | 167                   | Brandon Rivera             | 26°                   | 177                    | Enekoitz Azparren      | 85°                    |
| Decathlon AG2R La Mondiale Team | Decathlon AG2R La Mondiale Team | Decathlon AG2R La Mondiale Team | Equipo Kern Pharma    | Equipo Kern Pharma         | Equipo Kern Pharma    | Alpecin-Deceuninck     | Alpecin-Deceuninck     | Alpecin-Deceuninck     |
| N°                              | Ciclista                        | Clas.                           | N°                    | Ciclista                   | Clas.                 | N°                     | Ciclista               | Clas.                  |
| 181                             | Felix Gall                      | R 6ª                            | 191                   | Unai Iribar                | 71°                   | 201                    | Nicola Conci           | 46°                    |
| 182                             | Bruno Armirail                  | 20°                             | 192                   | Pablo Castrillo            | R 6ª                  | 202                    | Quinten Hermans        | NP 6ª                  |
| 183                             | Alex Baudin                     | 10°                             | 193                   | Iván Cobo                  | 108°                  | 203                    | Jimmy Janssens         | 63°                    |
| 184                             | Jaakko Hänninen                 | 82°                             | 194                   | Jon Agirre                 | R 6ª                  | 204                    | Juri Hollmann          | NP 6ª                  |
| 185                             | Valentin Retailleau             | R 6ª                            | 195                   | Mikel Retegi               | 104°                  | 205                    | Jason Osborne          | 56°                    |
| 186                             | Paul Lapeira                    | R 6ª                            | 196                   | Pau Miquel                 | R 4ª                  | 206                    | Stan Van Tricht        | 102°                   |
| 187                             | Nans Peters                     | 86°                             | 197                   | Ibon Ruiz                  | 29°                   | 207                    | Luca Vergallito        | 28°                    |
| Caja Rural-Seguros RGA          | Caja Rural-Seguros RGA          | Caja Rural-Seguros RGA          | Burgos-BH             | Burgos-BH                  | Burgos-BH             | Q36.5 Pro Cycling Team | Q36.5 Pro Cycling Team | Q36.5 Pro Cycling Team |
| N°                              | Ciclista                        | Clas.                           | N°                    | Ciclista                   | Clas.                 | N°                     | Ciclista               | Clas.                  |
| 211                             | Orluis Aular                    | 42°                             | 221                   | José Manuel Díaz           | 36°                   | 231                    | Xabier Azparren        | 105°                   |
| 212                             | Sebastian Berwick               | NP 5ª                           | 222                   | Victor Langellotti         | 14°                   | 232                    | Matteo Badilatti       | R 6ª                   |
| 213                             | Joseba López                    | 99°                             | 223                   | Karel Vacek                | R 6ª                  | 233                    | Filippo Conca          | 97°                    |
| 214                             | Joel Nicolau                    | 49°                             | 224                   | Jesús Ezquerra             | 66°                   | 234                    | David de la Cruz       | 60°                    |
| 215                             | Eduard Prades                   | R 6ª                            | 225                   | Aaron Gate                 | 92°                   | 235                    | Mark Donovan           | 37°                    |
| 216                             | Guillermo Thomas Silva          | NP 6ª                           | 226                   | Eric Fagúndez              | 52°                   | 236                    | Carl Fredrik Hagen     | 65°                    |
| 217                             | Gorka Sorarrain                 | 98°                             | 227                   | Jetse Bol                  | 96°                   | 237                    | Damien Howson          | 59°                    |